# 下口岩頭長頜魚
下口岩頭長頜魚，為輻鰭魚綱骨舌魚目象鼻魚科的其中一種，分布於非洲東部及南部的淡水流域，體長可達15公分，棲息在泥底質植物茂盛的靜水區，夜行性，屬肉食性，以水生昆蟲及小型無脊椎動物等為食。